# Championnat du Tadjikistan de football 2020
Navigation
Saison précédente Saison suivante
La saison 2020 du Championnat du Tadjikistan de football est la 29e édition de la première division au Tadjikistan. La compétition regroupe dix clubs, qui s'affrontent deux fois, à domicile et à l'extérieur. À l'issue de la saison, les deux derniers sont relégués, cette saison les trois premiers de la deuxième division 2019 rejoignent la première division, ce qui porte à dix le nombre de participants.
C'est Istiqlol Douchanbé, tenant du titre, qui remporte à nouveau la compétition cette saison après avoir terminé en tête. C'est le neuvième titre de champion du Tadjikistan de l'histoire du club.

## Déroulement de la saison
La saison débute le 5 avril 2020, en raison de la pandémie de Covid-19 les matchs se déroulent à huis clos. Après la 4e journée, le 26 avril 2020, le championnat est interrompu par la Fédération du Tadjikistan de football, alors que toutes les principales compétitions mondiales de football étaient déjà provisoirement arrêtées depuis quelques semaines ; hormis les premières divisions masculines de quelques pays comme Biélorussie, Nicaragua, Taïwan, Turkménistan et Tadjikistan. La reprise de l'épreuve est programmée pour le 10 mai 2020, : la compétition reprend finalement en juin à huis clos.

## Les clubs participants
- Istiqlol Douchanbé
- Regar-TadAZ Tursunzoda
- FK Khodjent
- FK Khatlon Bokhtar
- Köktosh Rödaki
- Istaravshan
- SSKA Pamir Douchanbé est renommé KMVA Pamir Douchanbé
- FC Douchanbé-83 - Promu de D2
- FK Fayzkand - Promu de D2
- FC Lokomotiv-Pamir - Promu de D2

## Compétition
Le barème de points servant à établir le classement se décompose ainsi :
- Victoire : 3 points
- Match nul : 1 point
- Défaite : 0 point

### Classement
| Rang | Équipe                 | Pts | J  | G  | N | P  | Bp | Bc | Diff |
| ---- | ---------------------- | --- | -- | -- | - | -- | -- | -- | ---- |
| 1    | Istiqlol DouchanbéT    | 45  | 18 | 14 | 3 | 1  | 61 | 11 | +50  |
| 2    | FK Khodjent            | 35  | 18 | 11 | 2 | 5  | 30 | 23 | +7   |
| 3    | KMVA Pamir Douchanbé   | 29  | 18 | 8  | 5 | 5  | 29 | 25 | +4   |
| 4    | Köktosh Rödaki         | 28  | 18 | 7  | 7 | 4  | 30 | 24 | +6   |
| 5    | FK Khatlon Bokhtar     | 26  | 18 | 6  | 8 | 4  | 27 | 24 | +3   |
| 6    | FC Douchanbé-83 P      | 20  | 18 | 5  | 5 | 8  | 20 | 29 | -9   |
| 7    | FK Fayzkand P          | 19  | 18 | 4  | 7 | 7  | 17 | 31 | -14  |
| 8    | Istaravshan            | 17  | 18 | 4  | 5 | 9  | 29 | 38 | -9   |
| 9    | FC Lokomotiv-Pamir P   | 14  | 18 | 3  | 5 | 10 | 14 | 26 | -12  |
| 10   | Regar-TadAZ Tursunzoda | 12  | 18 | 3  | 3 | 12 | 21 | 47 | -26  |

|  | Qualification pour la Ligue des champions de l'AFC 2021                                |
|  | Qualification pour la Coupe de l'AFC 2021                                              |
|  | Relégation directe en deuxième division                                                |
|  | T : Tenant du titre C : Vainqueur de la Coupe du Tadjikistan P : Promu de Pervaya Liga |

- Ravshan Kulob, club de deuxième division est le vainqueur de la Coupe du Tadjikistan.

## Bilan de la saison
| Championnat du Tadjikistan de football 2020 |                               |
| Champion                                    | Istiqlol Douchanbé (9e titre) |
| Coupes et trophées                          |                               |
| Vainqueur de la Coupe du Tadjikistan 2020   | Istiqlol Douchanbé            |
| Qualifications continentales                |                               |
| Ligue des champions de l'AFC 2021           | Istiqlol Douchanbé            |
| Coupe de l'AFC 2021                         | FK Khodjent                   |
| Promotions et relégations                   |                               |
| Promus en Ligai Millii                      | Ravshan Kulob                 |
| Promus en Ligai Millii                      | FK Esxata                     |
| Relégués en Pervaya Liga                    | FC Lokomotiv-Pamir            |
| Relégués en Pervaya Liga                    | Regar-TadAZ Tursunzoda        |